# Imprimatur
Imprimatur, latin for kan trykkes. Censors tilladelse til at en bog kan udgives. Udtrykket stammer fra den katolske kirkes Index librorum prohibitorum. 
Imprimatur blev håndhævet i Danmark efter Christian V's Danske Lov (1683), der krævede forhåndstilladelse til at en bog kunne udgives. Tilladelsen blev som regel trykt med censors navn tilføjet (i tiden 1736-1765) H. P. Anchersen). Censorerne var professorer på Københavns Universitet, som tog sig af læsningen og godkendelsen af udgivelserne på deres områder. 
Oprindeligt skrev censorerne "Imprimatur, in fidem protocolli". Det ændredes, efter at en norsk kapellan i 1764-1765 havde udgivet nogle prædikener af den tyske pietist J.G.W. Forstmann. De blev opfattet som alt for herrnhutiske af det teologiske fakultet på trods af, at samlingen var godkendt af den officielle censur. Det var umuligt at finde ud af, hvem der var censor, og sagen endte med, at prædikerne blev forbudt. Derefter blev det pålagt censorerne at anføre deres navn på imprimaturangivelsen, hvad nogle af censorerne allerede havde gjort (se billede 3). 
Kravet om signerede imprimaturer blev ophævet med Johann Friedrich Struensees reskript af 14. september 1770, der indførte uindskrænket trykkefrihed og overflødiggjorde censur. Den i 1799 genindførte censur var ikke forhåndscensur; nu lagde politimyndighederne sag an mod skrifter, der overtrådte Trykkefrihedsforordningen af 1799.

## Imprimatur signaturer
- Imprimatur signatur fra Den almindelige Natur-Historie i Form af et Dictionaire ved Valmont de Bomare første tome 1767
- Imprimatur signatur fra Den Konst altid at være fornøiet fordansket ved Frid. Christ. Scheffer 1767
- Imprimatur signatur fra Joh. Hübners Korte Spørgsmaal af den Politiske Historie Tredie Deel etc 1747